# Home (пісня Depeche Mode)
«Home» — третій сингл з альбому Ultra британського гурту Depeche Mode, вихід якого відбувся 16 червня 1997. Пісня «Home» отримала активну ротацію на американських радіостанціях. Відеокліп на цю пісню також часто транслювався на MTV. Кліп «Home» був знятий Антоном Корбейн.

## Чарт
| Чарт (1997)                          | Найвища позиція |
| ------------------------------------ | --------------- |
| Australia (ARIA)                     | 102             |
| Бельгія (Ultratip Flanders)          | 19              |
| Europe (Eurochart Hot 100 Singles)   | 40              |
| Фінляндія (Suomen virallinen lista)  | 15              |
| Німеччина (Media Control AG)         | 11              |
| Italy (FIMI)                         | 1               |
| Netherlands (Dutch Top 40 Tipparade) | 21              |
| Нідерланди (Mega Single Top 100)     | 78              |
| Шотландія (Official Charts Company)  | 29              |
| Spain (AFYVE)                        | 4               |
| Швеція (Sverigetopplistan)           | 10              |
| Швейцарія (Media Control AG)         | 47              |
| Велика Британія (UK Singles Chart)   | 23              |
| UK Indie (OCC)                       | 2               |
| США (Billboard Hot 100)              | 88              |